# Dragutin Hrastović
Dragutin Hrastović, hrvatski kantautor, skladatelj i aranžer kršćanske glazbe. Poznat je pod nadimkom „Euharistijski slavuj”.
Prvu pjesmu napisao je s trideset godina. Tijekom sljedećih godina napisao je stotinjak pjesama i izdao četiri albuma: "Ljubav koja preobražava", "Dvije zlatne poluge", "Suze moje majke" i "Kralj ljubavi".
Pjesma Cijeno neprocjenjiva uvrštena je na album antologijske duhovne glazbe Popularna duhovna glazba: 100 originalnih pjesama u izdanju Croatia Recordsa.
Ostvario je suradnje i s inim hrvatskim kršćanskim glazbenika, poput Alana Hržice, kojemu je napisao mnoge pjesme. Nastupao na festivalima duhovne glazbe Krapinafestu, Tonkafestu, Karmelfestu i dr.

## Vanjske poveznice
- ZAMP Popis skladbi u bazi autora, www.zamp.hr